# Reine Olga (1869)
Ne doit pas être confondu avec Reine Olga (1938).

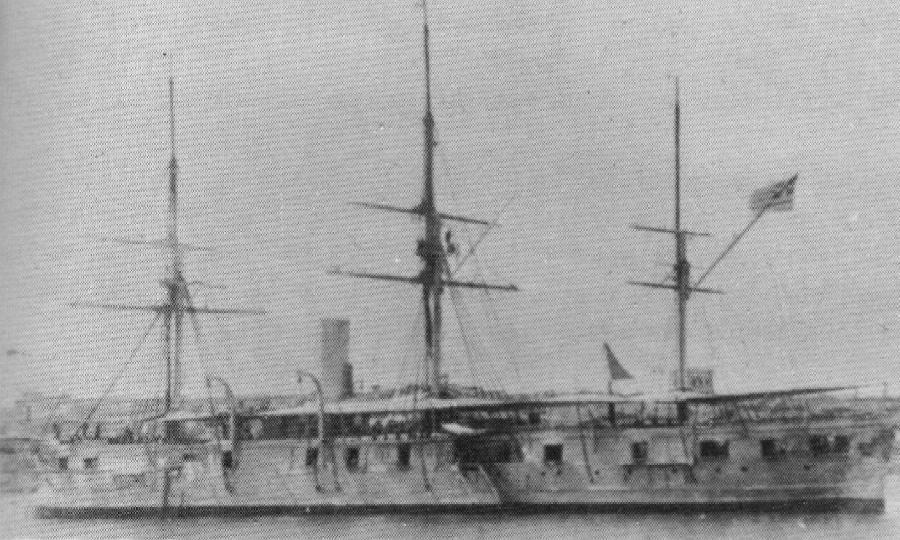
Le Reine Olga vers 1900.

Le Reine Olga ou Olga (en grec moderne : Βασίλισσα Όλγα / Vasilissa Olga) est un cuirassé de la marine de guerre hellénique en service entre 1869 et 1925. Construit par le Stabilimento Tecnico Triestino et baptisé en l'honneur de la reine Olga de Grèce, le cuirassé a été converti en navire-école en 1895 et n'a jamais essuyé le feu.